# Гиффорд, Берта
Бе́рта Ги́ффорд (англ. Bertha Gifford; 17 декабря 1872 — 20 августа 1951) — американская серийная убийца, жена фермера в Миссури, США.
В начале 1900-х обвинялась в убийстве 17 местных жителей. Одна из первых женщин-серийных убийц в США. Все её жертвы были друзьями, соседями или родственниками её мужа. Она травила их мышьяком.
Была признана психически нездоровой и заключена в психиатрическую больницу, где оставалась вплоть до своей смерти в 1951 году.